# یواس‌اس واتری (۱۸۶۳)
یواس‌اس واتری (۱۸۶۳) (به انگلیسی: USS Wateree (1863)) یک کشتی بود که طول آن ۲۰۵ فوت (۶۲ متر) بود. این کشتی در سال ۱۸۶۳ ساخته شد.